# Save Our Soul
『Save Our Soul』（セイブ・アワー・ソウル）は、1983年7月21日にリリースされた原田真二&クライシスのアルバムであり、原田真二にとって6作目のスタジオ・アルバム。

## 解説
約1年に及ぶアメリカ音楽留学から帰国し、古巣フォーライフ・レコードに戻っての第1弾アルバムが本作 『Save Our Soul』（頭文字を取って「S.O.S.」とも呼ばれた）である。
先行シングル「雨のハイウェイ｣では、久しぶりに松本隆と組み、ザ・ベストテンのスポットライトのコーナーにも登場するなど再開をアピール。
脱アイドルを望みロックにこだわっていた力みはとれ、将来的に海外での活動も視野に入れアメリカに渡っていた原田は、グローバルな視点から 「日本人としてのポップスを見直したい」 と発言。
アメリカ留学時は有線放送かけっぱなし状態など、積極的に時代との接点を探りつつも、日本人としての個性を取り入れるべく和楽器の音色（琴・和太鼓等）を研究。
洋楽的発想に和を融合させたような独自の音楽を模索し、実験を試みている。ちなみに、帰国直後、和的なM-4「愛歌」はワコト・ポップ。ダンサブルなB-1「Make You Feel Good」は「シン・ディスコ」という仮タイトルが付けられていた。
この時代を振り返り、「かなりポップな方向性がまた見えてきたのではないでしょうか」と記している。
アルバムジャケットはモノクロで（スネから下）足のアップに、赤でSAVE OUR SOULという文字。原田自身「仰天のジャケット」と表現している（この足はモデルを起用）。

## 収録曲

### SIDE 1
1. Believe（2:47）
2. Oh,Dana（3:12） ※Single 「愛して、かんからりん。」C/W （83.9.21）
3. Happy End（4:37）
4. 愛歌（4:05）
5. Without You（3:45） with Linda Masters ※English
6. Magic（3:54）
7. Save Our Soul（3:38）

### SIDE 2
1. Make You Feel Good（4:59）
2. 雨のハイウェイ（3:56） ※Single （83．5.5）
3. Pacific Paradise（4:04）
4. Get Tomorrow（3:09）
5. Today's Love（4:50）
6. おもちゃばこ（2:56）

### writers
All Songs by 原田真二 （B-2「雨のハイウェイ」 作詞： 松本隆）

## Musicians

### SHINJI HARADA & CRISIS
- Shinji Harada： All Vocal ・ KP-308 ・ OBX ・ Mini Moog ・ Em-ulator ・ Electric ＆ Acoustic Guitar ・ E.Bass
- Takashi Furuta： Drums ・ Percussions ・ Backin' Vocal
- Masao Seki： E.Bass ・ Backin' Vocal
- Michihiko Ohta：  Alto Sax ・ Backin' Vocal

### additional vocal
- Linda Masters